# Унарная операция
Унарная операция (одноместная операция) — математическая операция над одним операндом и возвращающая один результат, то есть операция с единственным входом и единственным выходом — унарное отображение {\displaystyle A\to B}.
Унарную операцию принято обозначать знаком действия, который ставится перед или над операндом — префиксом (в отличие от бинарных операций, для которых чаще используется инфиксная запись). Например, для унарной операции изменения знака числа «–» результат её применения к элементу {\displaystyle x} записывается в виде {\displaystyle -x}.
Унарная операция, обратная сама себе, называется инволюцией.
Примеры унарных операций: комплексное сопряжение, преобразование подобия, отражение фигуры относительно заданной оси, инверсия, логическое отрицание, дополнение множества.